# Anja og Viktor - i medgang og modgang
Anja og Viktor – i medgang og modgang er en dansk komediefilm fra 2008. Filmen er den femte i Anja og Viktor-serien og er instrueret af Søren Frellesen efter manuskript af Søren Frellesen og Thorvald Lervad.
Titelsangen "Aldrig" blev indspillet af Johnny Deluxe og Szhirley. Den nåede #23 på Tracklisten og blev udgivet på Johnny Deluxe' album De knuste hjerters klub samme år.

## Handling
I den femte Anja og Viktor-film er Viktor kommet i det romantiske hjørne og vil gøre alt for at få Anja til at gifte sig med ham, så han tilmelder dem som par i et reality bryllups-tv-show.

## Medvirkende
- Robert Hansen (Viktor)
- Sofie Lassen-Kahlke (Anja)
- Karl Bille (Torkild)
- Jonas Gülstorff (Nikolaj)
- Mira Wanting (Gitte)
- Johannes Lilleøre (Buster)
- Joachim Knop (Peter)
- Birgitte Hjort Sørensen (Regitze)
- Tommy Kenter (Larsen)
- Jan Gintberg (Tommy Gold)
- Tom Jensen (Peter Hjerne)
- Lily Weiding (Fru Bernstein)
- Peter Pilegaard (Arne Haugaard)
- Niels Vendius (Præst)
- Paul Hüttel (Dommer)
- Christian Mosbæk (Mogens Grønby)
- Lise Schrøder (Økonoma)
- Julie Wieth (Redaktør)
- Peter Lambert (Bankbetjent)
- Sophus Windeløv Kirkeby (Grønt bud)
- Bo Thomas (Grønt bud kollega)
- Trille Reichel (Fiona)
- Nadja Reichel (Paula)
- Vicki Berlin (Producer)
- Carsten Bang (Poul Holm)